# سكر الدم

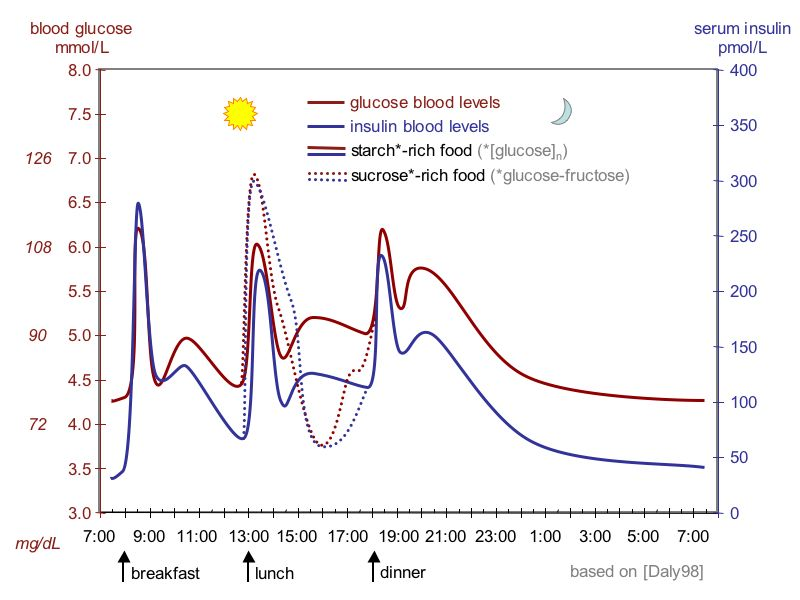
شكل يبين التقلب لسكر الدم (أحمر) وهرمون الأنسولين في الدم (أزرق) للبشر خلال يوم واحد يحتوي على ثلاث وجبات غذائية. الخطوط المنقطة تبين التغيرات في التركيز الحادثة في حالة تناول جلوكوز أو سكر في الوجبة، وأما الخطان العريضان فيبينا التغيرات في حالة وجبات غنية بالنشاء ؛ نرى ان ارتفاع الإنسولين والجلوكوز يكونان أقل حدة، وهذا أفضل للصحة.

سكر الدم يستخدم في مصطلحات الفيزيولوجيا على أساس خاطئ. في الفيزيولوجيا، المصطلح يعني الجلوكوز في الدم. أي سكريات أخرى تكون مضمنة، بعض الأحيان له أكثر من قيم الأثر، لكن الجلوكوز وحده يتحكم بإشارات التنظيم الأيضي. وزن الجلوكز الجزيئي،C6H12O6 . بعض السكريات الأخرى كسولة إلى حد ما. يتنقل الجلوكوز عبر تيار الدم من الكبد أو المعي إلى خلايا الجسد، وهو مصدر الطاقة الرئيسي لخلايا الجسد.
تركيز سكر الدم، أو مستوى الجلوكوز، منظم بإتقان في جسد الإنسان. عادةً، مستوى الجلوكوز في الدم يكون بين 4.4 إلى 6.1 مليمول/لتر (79 إلى 110 مليجرام/ديسيلتر). المستوى العادي للجلوكز في الدم حوالي 90 مليغرام/100 مليلتر . المجموع الكلي للجلوكوز المتداول في الدم حوالي 3.3 و 7 جرام ( حسب 5 لتر دم للبالغين البالغ وزنهم 70 كيلوجرام) . مستوى الجلوكوز يرتفع بعض الجرامات بعد الوجبات لساعة أو إثنتين، ويكون مستوى الجلوكوز عادةً أقل في الصباح، قبل وجبة الإفطار.

## فعل الإنسولين
كما نرى في الشكل بتناول طعام أو حلويات يرتفع مستوى الجلوكوز في الدم ثم يهبط تحت مفعول الإنسولين ، حيث يوجهه إنزيم الإنسولين ليدخل خلايا الجسم لكي يستفيد من السكر. ثم يتناول المرء طعام الغداء فيرتفع مستوى السكر في الدم مرة ثانية، فيفرز البنكرياس الإنسولين في الدم فيقوم بتوزيع الجلوكوز على خلايا الجسم . ثم وجبة العشاء وقد تتكون من الخبز وعسل النحل والجبن ؛ هنا أيضا يرتفع مستوى الجلوكوز في الدم، فيأتي الإنسولين لتوزيعه على الخلايا، فالجلوكوز هو المصدر الأول لها للحصول على الطاقة.
الأخفاق في تأمين المعدل السوي للجلوكز في الدم يؤدي إلى حالة (فرط سكر الدم) عالي، أو (فرط سكر الدم) منخفض. ومرض السكري، يعتبر مثال على حالة فرط سكر الدم ؛ حيث لا ينتج البنكرياس إنسولين يكفي لإدخال السكر من الدم إلى الخلايا، وتلك حالة مرضية ضارة للغالية. عنما يتكرر ذلك مرات ومرات بسبب تناول الفرد سكريات كثيرة، ولا يلتفت المرء لنصائح الطبيب بتعديل نظام غذاءه وتقليل تناوله للحلويات والسكريات يكون الإنسان معرضا لمرض السكري وتسوء حالته الصحية.
بالطبع توجد في الدم سكريات أخرى بجانب الجلوكز، مثل الفركتوز والجالكتوز واللاكتوز (سكر الحليب) ، لكن مستويات الجولوكز فقط هي التي تقوم بعملية التنظيم الأيضي بواسطة هرمون الأنسولين . كما يختزن الجسم أثناء الأيض جزءا من السكر في العضلات وفي الكبد في هيئة غلايكوجين ، يستطيع استهلاك جزء منه عند قيامه بالعمل الجسماني أو العقلي.

## التوازن
يحتاج الدماغ للجلوكوز لأداء عمله، والجلوكوز هو النتيجة النهائية لتحطم الكربوهيدرات الغذائية ؛ وتوازن مستوى الجلوكوز في الدم هام بصفة أساسية للدماغ والكلى و كرات الدم الحمراء حيث لا تحتوي كرات الدم الحمراء على متقدرات.
يعمل نظام الاستتباب في الجسم على الحفاظ على مستوى سوي لتركيز الجلوكوز في الدم . وتقوم عدة هرمونات بتنظيم تلك العملية .
تقوم هرمونات بالتأثير على توازن مستوى الجلوكوز في الدم :
- هرمونات مقوضة مثل غلوكاغون ، و كورتيزول و كاتيكولامين وهي تعمل على زيادة السكر في الدم;[5]
- وهرمون بنّاء هو إنسولين ، الذي يخفض مستوى الجلوكوز في الدم عن طريق إدخاله إلى خلايا الجسم.

تلك الهرمونات تفرزها غدد في البنكرياس ، وتوجد في البنكرياس 4 أنواع من الخلايا : خلايا (A) ألفا، وخلايا (B) بيتا، وخلايا (D) دلتا، وخلايا F إف. الغلوكاجون تفرزه الخلايا ألفا، بينما تفرز الخلايا بيتا الإنسولين. وهذان الهرمونان ينظمان مستوى الجلوكوز في الدم عن طريق تعامل عكسي، وهي عملية يقوم فيها منتج عند نهاية انتاجه بواسطة تفاعل يقوم بتنشيط تفاعل آخر. بالنسبة إلى منسوب الجلوكوز في الدم فإن الإنسولين يخفض تركيز الجلوكوز في الدم . وعندما ينخفض مستوى الجلوكوز في الدم يقوم (مُنتج من افراز الإنسولين) بتنشيط افراز الغلوكاجون فيرتفع الجلوكوز في الدم، وهكذا تعاد الدورة.
يحتاج الجسم للجلوكوز للقيام بوظائف الأعضاء ولممارسة الحركة، فإذا كان استهلاك الجلوكوز في الجسم مساويا لما يتناوله في وجبات غذائه، يكون المرء صحيحا وسليما . أما إذا زاد ما يأكله عما يستهلكه، فإن الجسم في عمليات أيضه يختزن جزء في هيئة غلوكاجين (نحو 600 جرام) في الكبد والعضلات، ويختزن الباقي في هيئة دهون ويزيد وزن الشخص. تعود الجسم على ذلك منذ قديم الأزل لأن الغذاء في القديم لم يكن مضمونا ؛ فالصياد كان أحيانا يعود إلى عائلته من دون صيد ولا غذاء . تلك هي الحكمة من تخزين الجسم للغذاء في هيئتي غلوكوجين ودهون، لكي يستعين بهما للبقاء على حياته، وعلى أداء عمله مثل الجري والصيد والكفاح من اجل جلب الغذاء . ولكننا في عصرنا الحديث لا نعاني القحط ولا المجاعة، فإننا نأكل ما يزيد عن جوعنا ويظل الجسم يختزن الزائد في صورة دهن ويزيد وزننا كثيرا.

## الجلوكوز والغلايكوجين
يختزن الجسم الجلوكوز في هيئة غلوكوجين في الكبد والعضلات.
تبلغ كمية الجلوكوجين المختزنة في العضلات وفي الكبد نحو 500 جرام ـ وتصل إلى 650 جرام للأشخاص مزاولي الرياضة (حيث يتأقلم الجسم على مستوى المجهود الحركي للشخص ؛ إذا زاد مجهوده فإن الجسم يختزن أكثر بغرض احتياجه أثناء بذل الرياضي المجهود العضلي) . وعندما ينخفض الغلايكوجين المخزون، يقوم هرمون غلوكاجون بتنشيط الكبد والكلى لتصنيع غلاكوجين من الجلوكوز وتعويض الذي فـُقد من المخزون .
(من الوجهة النظرية، يستطيع الإنسان العيش بلا غذاء مدة 2 - 3 أيام معتمدا على مخزون الغلايكوجين، ولكن الجسم يختزن أيضا دهون للأيام الصعبة، أيام القحط أو أيام الصوم، وهو المخزون الرئيسي للجسم من الطاقة. ويختزن الجسم من الدهون في المتوسط 25 كيوجرام)
كذلك يقوم هرمون الغلايكوجون بتنظيم معدل الجلوكوز في الدم عن طريق تصنيع دهون منه في حالة انخفاض الإنسولين، مثلما في السكري من النوع الأول.
إذا كان مخزون الجسم من الغلايكوجين 600 جرام، فإن مخزون الجسم من الدهون تكون بين 15 كيلوجرام للشخص النحيف إلى 85 كيلوجرام لشخص بدين وزنه 150 كيلوجرام.

## المستوى الطبيعي
المستوى الطبيعي للسكر في الدم لدى الإنسان كالآتي:
- قبل الإفطار: 70–99 mg/dl, أي ما يعادل 3,9–5,5 mmol/l
- بعد تناول غذاء غني بالنشويات:
- على الأكثر 160 mg/dl, وبالتالي 8,9 mmol/l أقل من 140 mg/dl بعد ساعتين، بالتالي 7,8 mmol/l

كما توجد مراجع تعطي مستوى السكر طبيعي في الدم قبل الإفطار تذكر مستوى > 5,5 mmol/l وبالتالي > 99 mg/dl (ومرجع آخر يذكر مستوى > 6,1 mmol/l وبالتالي 110 mg/dl) يرى مستوى غير عادي للسكر قبل الإفطار > 125 mg/dl وبالتالي تشير > 6,9 mmol/l إلى حالة سكري. وتشير الأرقام المرتفعة إلى وجود حالات تعطيل بالنسبة
لالتئام الجروح. وينصح عند وجود حالة السكري حقن المصاب بالإنسولين بغرض تسريع التئام الجروح.
| التصنيف                    | قبل الإفطار (بعد 12 ساعة من آخر وجبة) (من الوريد) | بعد ساعتين من الإفطار (من الوريد) |
| -------------------------- | ------------------------------------------------- | --------------------------------- |
| عادي                       | < 110 mg/dl < 6,1 mmol/l                          | < 140 mg/dl < 7,8 mmol/l          |
| غير عادي قبل الإفطار (IFG) | 110–125 mg/dl 6,1–6,9 mmol/l                      | < 140 mg/dl < 7,8 mmol/l          |
| مستوى سكر مختل (IGT)       | < 126 mg/dl < 7,0 mmol/l                          | 140–200 mg/dl 7,8–11,1 mmol/l     |
| السكري                     | ≥ 126 mg/dl ≥ 7,0 mmol/l                          | ≥ 200 mg/dl ≥ 11,1 mmol/l         |

| توقيت أخذ عينة الدم           | طبيعي                       |
| ----------------------------- | --------------------------- |
| قبل الإفطار                   | 65–100 mg/dl 3,6–5,6 mmol/l |
| بعد الإفطار                   | 80–126 mg/dl 4,5–7,0 mmol/l |
| في المساء                     | 65–100 mg/dl 3,6–5,6 mmol/l |
| HbA1c طبقا لـمعايير الكشف DCC | < 6,05                      |

## هضم النشاء
الإنزيمات (α- و β-أميلاز) تعمل على تحليل النشاء إلى سكر . ويبدأ هذا التحليل إلى سكر في الفم بواسطة اللعاب حيث يتكسر النشاء إلى سكر دكسترين وسكر ثنائي . فاللعاب يحمل انزيم ألفا-أميلاز، ولهذا نشعر عن أكل النشاء ومضغه بشيء من الحلاوة في الفم . وينصح اخصائيو التغذية بتناول مأكولات غنية بالنشاء و السيليولوز والتقليل من السكر. فبينما يعمل تناول السكر على ارتفاع كبير في افراز الإنسولين من البنكرياس، فإن النشاء تتحلل ببطء بحيث لا يرتفع الإنسولين إلى تلك الدرجة العالية التي يتسببها السكر العادي . ارتفاع افراز الإنسولين في الدم يتبعه حمل ونقل السكر وإدخاله في خلايا الجسم، عندئذ ينخفض السكر في الدم انخفاضا كبيرا (أنظر الشكل) مما يجعل الإنسان يشعر بالجوع ثانيا والرغبة في الأكل وتناول سكريات ؛ وهذا ليس صحي، إذ يكثر السكر في الجسم، ويحوله الجسم أثناء الأيض إلى دهون يختزنها في الخلايا الدهنية، وتحدث زيادة الوزن الغير مرغوبة.
فتناول طعام غني بالنشاء يمنع تلك الشهوة المتكررة على تناول سكريات وحلويات، لا يحتاج منها الجسم إلا القليل ليبقى سليما وصحيحا.
توجد النشاء في مواد غذائية كثيرة مثل القمح والذرة والبطاطس والبطاطا والشعير والأرز والمعكرونة. كما ينصح أخصائيو التغذية باختيار الخبز المصنوع من دقيق يحتوي على الردة، وهو ما يسمى بخبز الدقيق الكامل، وعلى معكرونة تحتوي على الردة ؛ ذلك لأن الردة تـُشبع وبها مواد غذائية لا توجد في القمح ولا في الأرز الأبيض المقشور، مثل الأملاح المعدنية والفيتامينات التي يحتاجها الجسم. علاوة على أن الردة غنية بالألياف الغذائية التي تساعد الأمعاء على الحركة وهضم الغذاء، كما تعيش عليها النبيت الجرثومي المعوية في الأمعاء الغليظة التي تستخلص منها فيتامين ك وفيتامين بي 12 و فيتامين دي وتمد بهم الجسم ليظل صحيحا، وتقوّى مناعته.